# دوكليا

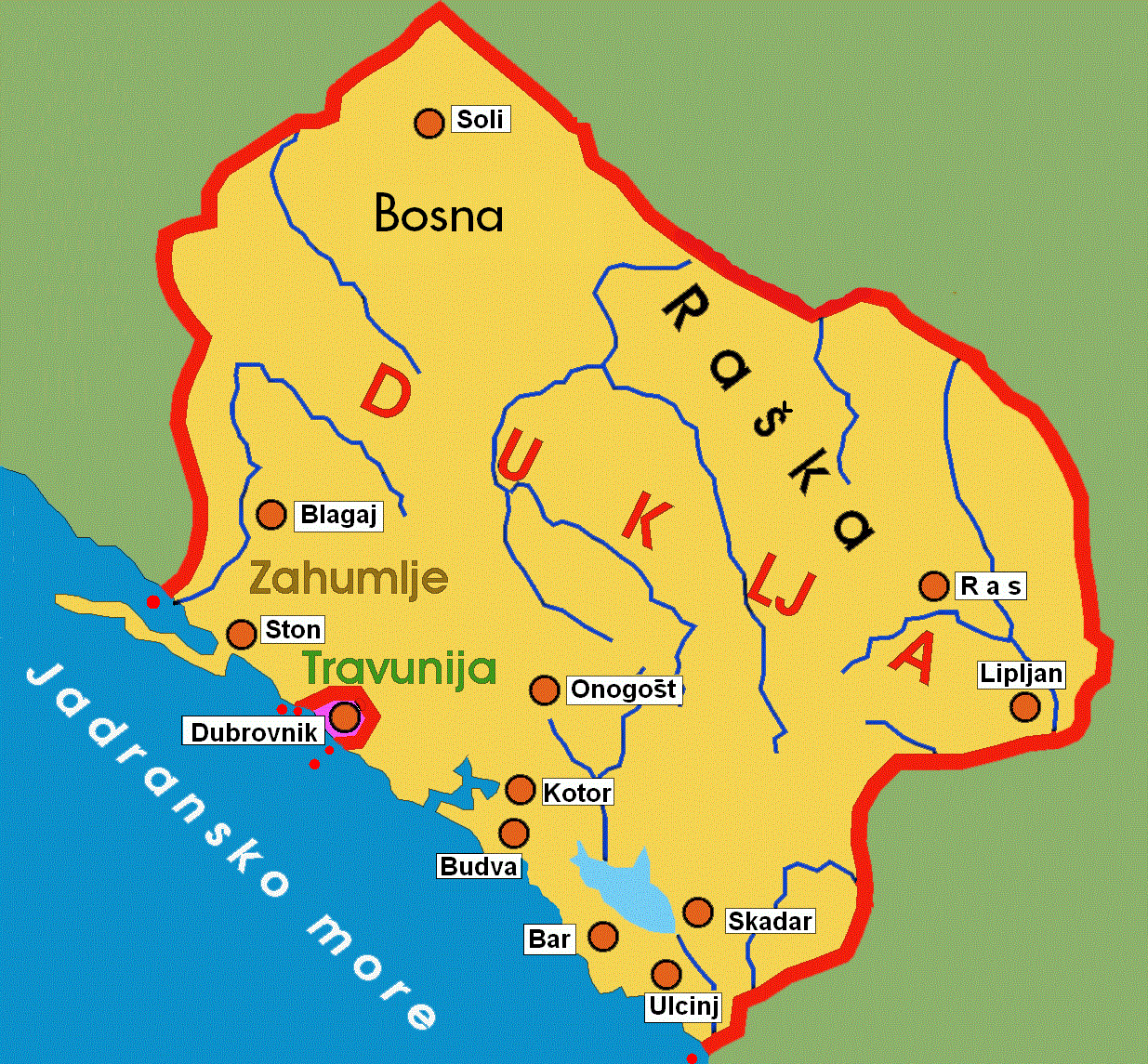
مملكة دوكليا بحلول عام 1100، خلال حكم الملك قسطنطين بودين.

دوكليا (باليونانية: Διοκλεία، باللاتينية: Dioclea، بالسيريلية الصربية: Дукља) هي دولة صربية قروسطية شملت تقريبًا أراضي جنوب شرق الجبل الأسود حاليًا، من خليج كوتور في الغرب إلى نهر بوجانا في الشرق، وإلى منابع أنهار زيتا وموراتشا في الشمال. ذكرت لأول مرة في القرن العاشر- وفي السجلات البيزنطية للقرن الحادي عشر، كانت تابعة للإمبراطورية البلغارية بين عامي 997 و1018، ومن ثم إلى الإمبراطورية البيزنطية إلى أن استقلت في عام 1040 تحت حكم ستيفان فوييسلاف (حكم بين 1034 -1043) الذي قام بثورة وتمكن من الاستيلاء على أراضي الإمارة الصربية السابقة، وأسس سلالة فويسلافيتش. بلغت دوكليا أوج ازدهارها بين عامي 1043 و1080، تحت حكم ميهايلو فويسلافيتش (حكم بين 1050-1081)، وابنه قسطنطين بودين (حكم بين 1081-1101). منح البابا ميهايلو اسميًا لقب ملك العبيد بعد أن ترك المعسكر البيزنطيني ودعم تمردًا في البلقان، لعب فيه ابنه بودين دورًا رئيسيًا. بعد أن أدمجت هذه الإمارة البحرية المنطقة الصربية الداخلية (أساس الإمارة الصربية السابقة، المعروفة باسم راسكا) ونصبت حكام تابعين لها فيها، برزت كأقوى نظام حكم صربي، ويمكن ملاحظة ذلك من خلال الألقاب التي استخدمها حكامها («أمير صربيا»، «أمير الصرب»). مع ذلك، لم يبقى ازدهارها وقتًا طويلًا، لأن بودين هُزم على يد البيزنطيين وسُجن؛ أصبح فوكان قريبه وتابعه، الذي كان قد تم تهميشه، مستقلًا في راسكا، التي استمرت في صراعها ضد البيزنطيين في الحين الذي اندلعت فيه الحرب الأهلية في دوكليا. كانت دوكليا بين عامي 1113 و1149 مركزًا للنزاع البيزنطي الصربي، حيث كان أفراد من سلالة فوييسلافليفيتش يشكلون حماة للطرفين، وحاربوا بعضهم البعض من أجل السلطة.
دمجت دوكليا حينها كأرض تاج لإمارة صربيا الكبرى التي حكمتها سلالة فوكانوفيتش، التي عرفت فيما بعد باسم زيتا، وبقيت كذلك حتى سقوط الإمبراطورية الصربية في القرن الرابع عشر.

## الاشتقاق
كان كي. جيرتشيك أول من استخدم كلمة «دوكليا» في علم التأريخ. كان اسم دوكليا (Doclea) في الأصل يطلق على مدينة رومانية في موقع مدينة بودغوريتسا حاليًا (ريبنكا)، التي بناها الإمبراطور الروماني ديوكلتيانوس، الذي ينحدر من هذه المنطقة في دالماتيا الرومانية. اشتقت القبيلة الإيليرية المرومنة المعروفة باسم دوكلياتا (Docleatae) والتي سكنت المنطقة، اسمها من اسم المدينة. في القرون اللاحقة، صحح الرومانيون الاسم إلى دوكليا (Dioclea)، مفترضين وجود خطأ وضياع حرف i بسبب أنماط الكلام الشعبية. تعد دوكليا الصيغة السلافية اللاحقة من اسم هذه المنطقة، التي تنسب إلى الإمارة في ظل السيادة البيزنطية («ديوكليا»، Διόκλεια). أما الاسم القبلي الذي يظهر في العمل اليوناني «من إدارة الإمبراطورية» فقد كان «Dioklētianoi» (Διοκλητιανοί)».

## الجغرافيا
وفقًا للعمل اليوناني «من إدارة الإمبراطورية» (948-952)، في الفصل 35، شملت دوكليا «المدن الكبرى المأهولة» في غراديتاي، ونوغراد ولونتودوكلا. قد يكون المقصود بغراديتاي مدينة ستاريغراد، ونورغراد هي بريفلاكا، في حين أن موقع لونتودوكلا غير مؤكد.
وفقًا لما جاء في السجلات اللاحقة لكاهن دوكليا، المشكوك في مصدرها، فإن حاكمًا يدعى فاليمير يُزعم أنه من أسلاف جوفان فلاديمير (990-1016)، استولى على زيتا وبلداتها والمقاطعات التالية: لوسكا (لوشكا)، بودلوغيا (بودلوجيا)، غورسكا، وكوبلنيتش (كوبلنيك)، وأوبليكوس (أوبليك)، وبرابراتنا، وسيرمنيزا (كرمنيتسا) وبودوا (بودفا) وغريبولي (غربالي) وكوتشيفا (كوتشيفو).
بدأ مصطلح زيتا يحل محل اسم دوكليا منذ القرن الثاني عشر.

### من إدارة الإمبراطورية
يدعي العمل «من إدارة الإمبراطورية» أن دوكليا تهدمت على يد الآفار وقد «أعيد إسكانها في عهد الإمبراطور هيراكليوس، تمامًا مثلما حدث في كرواتيا وصربيا» (أي في النصف الأول من القرن السابع)، من قبل السلافيين. في الحين الذي يذكر فيه بوضوح أن «الصرب غير المعمّدين» استقروا في الأقاليم المجاورة لصربيا، وبانيا، وزاهوملي، وترافونيا، وكاناليت، فإنه يوضح أن السلافيين قد استقروا في دوكليا. لا تعترف تصريحات الكتاب البيزنطيين المختلفين، التي يدعى فيها الديوقليون أيضًا بالصرب والكروات والدالماتي، بوجود تكافؤ بين سكان دوكليا حتى القرن الثاني عشر سواء كان مع الصرب أو الكروات. ناقش الباحثون بإسهاب مدى موثوقية «من إدارة الإمبراطورية». على سبيل المثال، اقترح فرانسيس دفورنيك وفلورين كورتا، من بين آخرين، أن هذا العمل كان وثيقة سياسية، وليس وثيقة تاريخية بحتة وأنه يشير غالبًا إلى أن جبال جوبانياس الساحلية كانت تحت سلطة الأمير الصربي، تشاسلاف كلونيميروفيتش، في منتصف القرن العاشر. خلص تيبور زيفكوفيتش ونيفين بوداك وهرفويي غراسانين إلى أن قراءةً أدق تبين أن اهتمام قسطنطين بالهوية الإثنية الإقليمية يعود إلى الحكم السياسي الصربي وتوسعه في القرن العاشر الذي لا يوضح بالضرورة الأصل العرقي. توصل ريليا نوفاكوفيتش إلى نتيجة مشابهة. قال جون في إيه فاين أنه «بالنظر إلى أن الصرب استقروا في مناطق على حدودها، يفترض أن تكون هذه أيضًا منطقة صربية». اقترح إيفو باناك أن «من إدارة الإمبراطورية» يذكر أن جزءًا من الكروات «انفصل وسيطر على إيليركوم وبانونيا» بعد استقرارهم في الجزء الغربي من محافظة دالماسيا الذي قد يكون متصلًا بدوكليا، في حين تطلق السجلات المؤرخة لكاهن دوكليا على المنطقة اسم كرواتيا الحمراء. وفقًا للمؤرخة سيما سيركوفيتس، على الرغم من أن قسطنطين السابع لا يذكر القبائل التي ينحدر منها سكان دوكليا، فإن مؤلفي القرن الحادي عشر اعتبروا أن حكام زيتا من الصرب ويدعون أرضهم في بعض الأحيان صربيا. يعتبر سيركوفيتش أيضًا أن هذا التساؤل العلمي الضيق قد تم تسييسه من خلال معارضة الديوقلانيين للصرب وتجاهل المصادر التاريخية منذ القرن الحادي عشر حتى القرن الثاني عشر. ومع ذلك، تشير السجلات المؤرخة المشكوك فيها لكاهن دوكليا، التي جمعها راهب سيستيري في الفترة 1298-1301 في خدمة بول الأول سوبيتش من بريبير، مع أنها تعزز الالتباس البيزنطي بشأن الصرب والكروات، مع مصادر تاريخية أخرى إلى وجود الكروات وإلى نفوذهم السياسي في أراضي الجبل الأسود الداخلية حتى أواخر القرن الثاني عشر.
في نهاية المطاف، فإن أصول دوكليا غير معروفة على وجه اليقين، لأن الأدلة الأدبية غالبًا ما تستند إلى سلاسل الأنساب شبه الأسطورية. علاوة على ذلك، فإن ما كان يشكل شعبًا (عشيرة) بالفعل في العصور الوسطى كان موضع لنقاشات حازمة. لا يوجد دليل واضح على أن الشعوب المعروفة باسم الصرب أو الكروات هاجروا في جماعات على شكل دول متماسكة قادرة على إعادة توطين أراضي كبيرة، وأنها وصلت كنخبة عسكرية صغيرة استوعبت ونظمت السلاف الآخرين الذي كانوا مستقرين مسبقًا. ناقش كل من فلورين كورتا وجون فاين، من بين مؤرخين آخرين في القرون الوسطى، بأن أسماء أثنية كالصربية والكرواتية هي في المقام الأول تسميات سياسية تشير إلى قائد واتباعه من طبقة النبلاء إضافة إلى النخبة العسكرية، في حين أنه أشار أيضًا على مستوى أدنى إلى أعداد العوام الذين سكنوا الإقليم في ظل حكم هؤلاء القادة الذي غالبًا ما كان اسميًا وعابرًا. لا يوجد دليل يذكر على أن المفهوم الحديث للعرق حسب الأمة، والقيم المرتبطة به، كان موجودًا في مجتمعات القرون الوسطى. بدلًا من ذلك، بدأ نوع من الهوية الجماعية بالتشكل داخل البلقان منذ أواخر القرن السابع عندما شكل وجهاء السلافيين نظامًا من التحالفات. يتزامن هذا مع زوال هيمنة الآفار على غرب البلقان بشكل نهائي. في الوقت نفسه، بدأ البيزنطيون باستعادة سيطرتهم في أجزاء من البلقان بعد انهيار السيطرة الاستعمارية في القرن السابع. ساعد ترسيخ السمة البيزنطية لمدينة دراس في تيسير العلاقات الدبلوماسية بين الرومان الشرقيين والسكلافينيين الأدرياتيكيين.
كانت الهوية بالنسبة لعامة الناس، متجذرة بشكل أساسي في عشيرة الشخص وقريته ومنطقته. وكما يقول فاين: «في هذه المنطقة الكبيرة التي استقر فيها السلافيون، الذي تحدث جميعهم اللغة نفسها، ظهرت بعض الكيانات السياسية، وهذا هو فقط ما كانت عليه، كيانات سياسية فحسب». كانت دوكليا واحدة من هذه الكيانات سياسية، وكان تاريخها اللاحق متشابكًا بشكل وثيق مع تاريخ صربيا/ والإمبراطورية البيزنطية، وأيضًا روما والقوى «الغربية». على هذا النحو، تعتبر دوكليا واحدة من الدول الصربية في العصور الوسطى وكانت السلف السياسي والثقافي لمونتينيغرو الحديثة.